# Tohar Butbul
Tohar Butbul (n. 24 ianuarie 1994, Tzoran-Kadima⁠(d), Israel) este un judocan ce a reprezentat Israel, medaliat olimpic. A participat la o ediție a Jocurilor Olimpice (2020) în care a câștigat o medalie de bronz.